# Politbureau
Et Politbureau (russisk: политбюро, tr. politbjuro, eller fra tysk: Politbüro forkorkelse for politisk bureau) er den udøvende magt i flere politiske partier, oftest i kommunistiske partier.
Alle landene i østblokken blev i praksis styret af et politbureau, hvor Sovjetunionens politbureau formentlig er det mest kendte.
Folkerepublikken Kina er et af de få lande, der i dag de facto styres af et politbureau. Magten er her koncentreret i politbureauets centralkomité.
Danmarks Kommunistiske Parti (DKP) havde oprindeligt et politbureau, men organet skiftede efter Kominterns opløsning navn til forretningsudvalget.